# Nationalpark Annapurna
Das Schutzgebiet Annapurna (englisch: Annapurna Conservation Area) ist ein Schutzgebiet in Nepal. Es wurde nach Vorbereitungen ab 1986 im Jahr 1992 ausgewiesen und ist 7.629 km² groß.
Es handelt sich streng genommen nicht um einen Nationalpark wie andere in Nepal, da die Annapurna-Region im Distrikt Mustang seit Jahrhunderten, wenn auch dünn, besiedelt ist. Durch das Ausweisen als besonderes Schutzgebiet wurde aber eine nachhaltige Bewirtschaftung angestrebt, und mit dem Annapurna Conservation Area Project (ACAP) auch eine Organisation ins Leben gerufen, die Tourismus, Naturschutz und traditionelle Lebensweisen in der Region miteinander vereinbaren soll.
Benannt wurde das Schutzgebiet nach dem Annapurna, einem Achttausender im Himalaya. Er ist ein beliebtes Ziel für Trekking-Reisende. Die Einrichtung des Nationalparks Annapurna wurde in den 1980er Jahren unter anderem vom WWF forciert. Im Unterschied zu anderen Schutzgebieten ermöglichte man den Bewohnern die Nutzung der natürlichen Ressourcen der Annapurna-Region.